# Zschaiten
Zschaiten ist ein Ortsteil der Gemeinde Nünchritz im Landkreis Meißen in Sachsen. Die Staatsstraße 40 verläuft durch den Ort. Über die Kreisstraße 8572 ist er mit der B 98 verbunden.

## Geschichte
Zschaiten wurde erstmals 1324 als Zschetin in einem Lehensbrief erwähnt. Aus diesem Lehensbrief geht hervor, dass Johannes Große von Seutschin "Zschetin" als Lehen erhielt, da der Vorbesitzer, Ritter Conrad von Nuenstad, gestorben war. In Folge war der Ortsname mehrmals Änderungen unterzogen, so wurde Zschaiten im Jahr 1330 Heinricus de Scheytyn genannt, 1408 Czscheiten, 1445 Czscheten, 1446 Scheiten, im Jahr 1457 Zscheyten und 1464 Czeten. Im Jahr 1474 folgte die Nennung von Zceyten, 1501 Zeitten, 1503 Zczscheten, 1507 Ztschetten, 1520 Zschetten, 1528 Zheten, 1551 Czschaitenn, Ende des XVI. Jahrhunderts Zeuden, 1664 dann Zschaiten und 1791 Zschaiten als endgültiger Ortsname gebräuchlich.

1330 wurde erstmals ein Herrensitz erwähnt. Der Herrensitz war eine Wasserburg (Wallhügel), die im 12. Jahrhundert im Zuge der deutschen Ostkolonisation erbaut wurde.

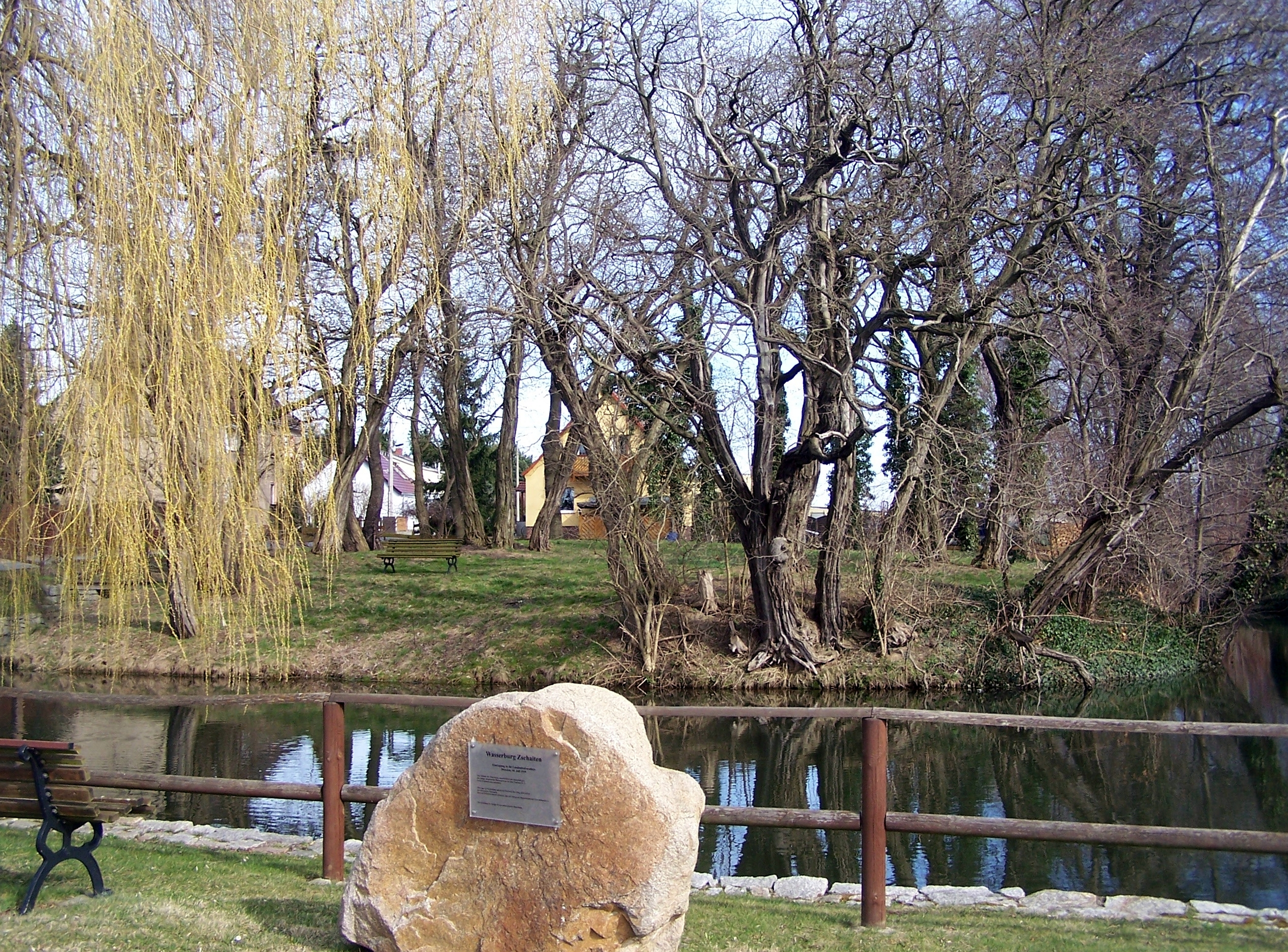
Wasserburg

 Als Allodium wurde es 1408 ausgewiesen. 1495 wurde zum ersten Mal eine Kirche erwähnt, die wohl eine Eigenkirche des Grundherren war. Das altschriftsässige Rittergut wurde zuerst 1696 genannt. Die Herrschaft übte Erb- und Obergerichtsbarkeit aus. Nachweislich zählte Zschaiten 1408 zum Distrikt Großenhain und seit 1696 zum Amt Großenhain. Ab 1856 unterstand der Ort dem Gerichtsamt Riesa und seit 1875 der Amtshauptmannschaft Großenhain. Ursprünglich war Zschaiten Klostergut. Als erster Besitzer ist Conrad von Nuenstad bekannt, der in Lehensbrief seines Nachfolgers Johannes Große von Seutschin im Amt Rochlitz. 1408 bekam Zschaiten Anna, Gemahlin des Johannes von Boytitz als Leibgedinge Allodium im Destr. Hainens. 1445 Ritter Wezel das Vorwerk, so wie es des Kurfürsts Pfilsticker Wittich und dessen Frau von Koseritz besitzen. Im Jahr 1446 kam es zum Streit zwischen dem Kloster Riesa und Wittich von Bern wegen Zinsen in Nünchritz, das zu Zschaiten gehört. 1457 gehört Wenzel Wetzel das Vorwerk, 1564 besitzen die von Schleinitz das Dorf mit einem freiherrlichen Gut und dazugehörigen Erbgerichten. 1474 kommt die Villa Zschaiten zu Skassa und wird 1586 schriftsässig. 1714 besaß die Familie von Schönberg das Rittergut, das Dorf Zschaiten und das Dorf Colmnitz. 1775 bat von Seydlitz um Erbverwandl14ung seines Mannlehngutes. Seit 1798 war Johann Friedrich Adolph Weiland damit beliehen und 1823 ging es in den Besitz eines Herrn Schnorr oder Schnerr mit Familie über. 1831 besitzt es Friedrich Benjamin Lingke. Um 1860 gehörte das Rittergut einem Freiherrn von Palm. 1897 gehört das Rittergut Frau verwitwete Roßberg. 1945 letzter Eigentümer des Rittergutes vor der Enteignung ist Dr. Heinrich Roßberg, Regierungsrat in Dresden.
Das Herrenhaus und die Wirtschaftsgebäude wurden nach 1997 wegen Baufälligkeit abgerissen, nachdem 1994/95 mit der 670-Jahr-Feier die Zschaitener versucht hatten, das leerstehende Volksgut vor dem Abriss zu bewahren. Ökonomische Erwägungen und Abrissförderung sind stärkere Argumente, so dass für diesen Komplex, für den sich bis dahin keine Nutzung finden ließ, die letzte Stunde nahte.
1578 wurde das erste Mal ein Gasthof erwähnt, dessen Erbkretzschmer Streit mit Roda hatte. 1674 wurde Gottfried Pabst vom Schenkwirt mit der Faust ins Genick geschlagen, so dass dieser tot zu Boden fiel. 1688 besaß George Wesner die Schenke mit 1 Hufen Land, er darf nicht brauen und muss Großenhainer Bier ausschenken. 1784 ist Gfried. Walther Schenkwirt, 1785 Meister Joh. Glob. Kästner Fleischhauer und Schenkwirt. 1802 darf das Rittergut seinen Tischtrunk tranksteuerfrei von Grödel holen. 1807 kauft Joh. Glieb. Risse das Schenk und Hufengut für 787 Taler 12 Groschen.
Seit 1827 ist die Geschichte der Schule nachgewiesen. 1839 wird zusammen mit Roda eine Schule erbaut und 1873 eine Zweite, die später in eine Schmiede umgewandelt wird.1840 besuchen die Schule 66 Kinder, 36 aus Zschaiten und 30 aus Roda. Das heutige Schulgebäude wurde 1915/1916 errichtet. 1949 wurde die Schule Teil der Zentralschule Nünchritz, bis 1978 blieb sie in Betrieb, zuletzt für die unteren Klassen. Danach gingen die Kinder in die neuerbaute Polytechnische Oberschule "Hanns Eisler" in Nünchritz. Das Gebäude wurde in der Folge als Konsum, Post, Wohnraum und Feuerwehr genutzt und 2007 schließlich privatisiert.
Durch die Sächsische Landgemeindeordnung von 1838 erhielt Zschaiten Eigenständigkeit als Landgemeinde. 1840 hatte Zschaiten 300 Einwohner, davon 3 Begüterte, 6 Gärtner und 24 Hausbesitzer. Noch 1826 lebten dort nur 170 Einwohner. Der Eisenbahnbau von Leipzig nach Dresden brachte einen zeitlich begrenzten Zuwachs.
Eine Kirche ist bereits 1495 im Meißner Bischofsmatrikel aufgeführt. Im Jahr 1503 wird der Bestand der Kirche als Filialkirche geregelt. 1530 gehört sie zum Kloster Riesa, das für die Türkensteuer Kleinodien und Barschaft deklariert. Im Jahr 1540 ist Zschaiten dann Filialkirche von Glaubitz, besitzt 2 Hufen Land, 2 Zinskühe, 25 alte Schock Barschaft. Das Vorwerk gibt Getreide. 1823 wurde das gesamte Holzdeputat aus dem Pfarrholz Zschaiten und Glaubitz dem neuen Glaubitzer Pfarrsubstituten überlassen. 1940–2001 zur Kirchgemeinde Zschaiten gehörig, als Schwesterkirche der Kirchgemeinde Glaubitz im Kirchspiel Zeithain. Im Jahr 1925 waren 318 Einwohner von Zschieschen evangelisch-lutherisch und 10 Einwohner römisch-katholisch. 7 Einwohner gehörten anderen Religionen an.
1898 ist in Zschaitens Einwohnerzahl ein königlicher Standesbeamter aufgeführt, der zugleich Gemeindevorstand ist. Bahnarbeiter, Korbmacher, 1 Schiffer, 1 Hammerarbeiter und 1 Fabrikarbeiter waren die auffälligen Berufe im Ort. Im Jahr 1907 wurde ein Männergesangsverein gegründet. im
Sachsen kam nach dem Zweiten Weltkrieg in die Sowjetische Besatzungszone und später zur DDR.1945/46 wird das Rittergut enteignet. 7 Bauernwirtschaften und 29 Schrebergärten erhalten ihre Besitzurkunden aus der Bodenreform. 1953 gründet sich daraus eine Kleingartenanlage.
Am 1. Juli 1950 wurde die bis dahin eigenständige Gemeinde Roda eingemeindet. Die historisch gewachsene Zugehörigkeit zu Großenhain blieb auch nach der Gebietsreform 1952 nicht erhalten, die Zschaiten dem Kreis Riesa im Bezirk Dresden zuordnete. 1960 gründen sich 3 landwirtschaftliche Produktionsgenossenschaften.

## Kultur und Sehenswürdigkeiten

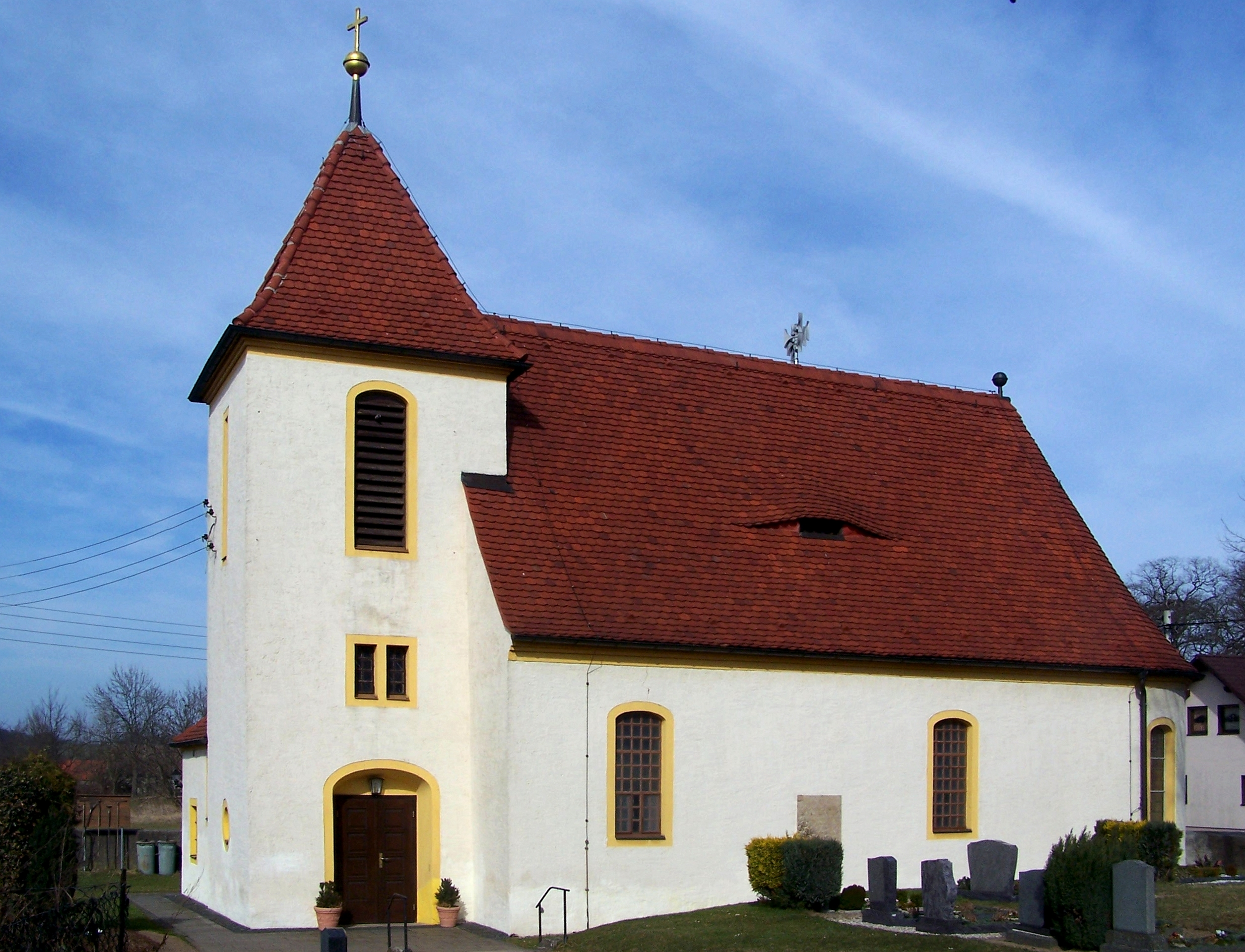
Dorfkirche Zschaiten (2011)

In der örtlichen Denkmalliste sind mehrere historische Denkmäler und Gebäude verzeichnet. Unter Denkmalschutz steht hier unter anderem die vermutlich im 13. Jahrhundert entstandene Dorfkirche des Ortes. Dabei handelt es sich um einen Saalbau mit Satteldach und niedrigem Westturm, welcher ein leicht geschweiftes Dach besitzt und im Jahre 1835 anstelle eines ursprünglich vorhandenen hölzernen Vorgängerbaus entstand. Im Inneren sind unter anderem ein aus dem 17. Jahrhundert stammender Kanzelaltar und eine 1895 vom Rochlitzer Orgelbaubetrieb Schmeisser geschaffene Orgel zu finden.
Des Weiteren steht hier unter anderem das in den Jahren 1915 und 1916 errichtete Schulgebäude unter Denkmalschutz. Dabei handelt es sich um einen zweigeschossigen Putzbau mit Walmdach und einem rechtwinkligen Anbau. In der Mitte des Daches ist ein kleiner Uhrenturm in Form eines Dachreiters zu finden.
Ebenfalls unter Denkmalschutz steht das örtliche Denkmal für die 18 Gefallenen des Ersten Weltkrieges, das im Jahre 2008 um die im Zweiten Weltkrieg gefallenen 11 Bürger erweitert wurde. Weitere Baudenkmäler sind die Gebäude eines Dreiseitenhofes in der Straße „Am Zschaitener Sportplatz 15b“ sowie eine im 19. Jahrhundert entstandene Eisenbahnbrücke.

## Persönlichkeiten
- Wolfram Starke, Architekt, 1932 in Zschaiten geboren